# Stadio Necmettin Şeyhoğlu
Lo Stadio Necmettin Şeyhoğlu è un impianto sportivo situato ad Karabük, in Turchia.
Usato prevalentemente per il calcio, è lo stadio di casa del Karabükspor. 
L'impianto ha una capienza di 8.000 posti a sedere ed è omologato per la Süper Lig. Il campo da gioco è completamente in erba naturale e misura 65x105 m.